# یغیشه سوقومونیان (دولتمرد)
یغیشه هنریکی سوقومونیان (ارمنی: Եղիշե Հենրիկի Սողոմոնյան؛ زادهٔ ۸ فوریهٔ ۱۹۸۳) یک سیاستمدار اهل ارمنستان است که از تاریخ ۲۰۱۹ تا تاریخ ۲۰۲۱ سمت نمایندگی دوره هفتم مجلس ملی جمهوری ارمنستان را برعهده داشت.

## زندگی‌نامه
وی در ۸ فوریه ۱۹۸۳ در ورین ساسناشن به دنیا آمد و از دانشگاه دولتی ایروان فارغ‌التحصیل شد. 